# The Puppini Sisters
The Puppini Sisters is een meidengroep die bestaat uit drie dames. De groep is opgericht door de Italiaanse Marcella Puppini. De andere leden van de groep zijn de Engelsen Stephanie O'Brien en Kate Mullins. Alle drie de dames hebben in de jazz hun sporen reeds verdiend.
The Puppini Sisters zingen op hun debuutalbum Betcha Bottom Dollar covers van onder anderen Kate Bush en Blondie. Vanwege de stijl van muziek (close harmony), en genre worden ze vergeleken met de Andrews Sisters, maar dan met een moderner repertoire. Het is dan ook niet toevallig, dat hun debuutsingle Boogie Woogie Bugle Boy een cover is van de Andrews Sisters (die zelf begonnen waren als imitators van de Boswell Sisters).